# Miliard
În limba română, un miliard sau un bilion  (1.000.000.000 = 109) este un număr format dintr-o mie de milioane (103 × 106) de unități.